# Alma Maksimiljana Karlin
Alma Ida Wilibalda Maximiliana Karlin [álma ída vílibalda maksimiljána karlín], svetovna popotnica slovenskega rodu, pisateljica, pesnica in zbirateljica, * 12. oktober 1889, Celje, † 14. januar 1950, Pečovnik pri Celju.

## Življenje
Alma Ida Wilibalda Maximiliana Karlin se je rodila Slovencema, očetu Jakobu Karlinu, ki je bil major avstro-ogrske vojske, in materi Vilibaldi, učiteljici na celjski dekliški šoli. Oče Jakob je umrl leta 1898 zaradi jetike, ko je imela osem let. Kot večji del tedanjega celjskega meščanstva je tudi Alma govorila in pisala v nemškem jeziku, slovenskega jezika pa ni govorila najbolje in ga ni uporabljala veliko (le pogovorno). V družini so govorili nemško. Zgodaj je pokazala smisel za glasbo, risanje, še najbolj pa za učenje tujih jezikov.
Srednjo šolo je končala v Gradcu, od tam pa je leta 1909 odšla v London študirat jezike. Študirala je angleščino, francoščino, latinščino, italijanščino, norveščino, danščino, ruščino in španščino.
V začetku 1. svetovne vojne, leta 1914, se je morala umakniti na Švedsko in Norveško, ker je bila kot državljanka Avstro-Ogrske v Londonu nezaželena. Leta 1918 se je vrnila v Celje, kjer je ustanovila šolo za tuje jezike, dozorela pa je tudi odločitev za potovanje okoli sveta. Iz prihrankov si je kupila svoj prvi pisalni stroj, slovito eriko, ki jo je spremljala do konca življenja. Na pot se je pripravljala tako, da je vadila v slikanju in se dodatno učila zemljepisa, zgodovine, naravoslovja, botanike in zoologije.
24. novembra 1919 je že odšla na pot in bila zdoma vse do leta 1928. Po dolgem čakanju je dobila vizo za Japonsko. V tem času je prepotovala velik del sveta in med drugim obiskala Južno Ameriko in Severno Ameriko, Daljni vzhod, Tihomorske otoke, Avstralijo, Nova Zelandija in Jugovzhodna Azija. O svojem potovanju in doživetjih je pisala v različnih časopisih in revijah, med drugim tudi v glasilu celjskih Nemcev Cillier Zeitung, v nemška časopisa Neue Illustrierte Zeitung in Der deutsche Bergknappe. Bila je dolgoletna zbirateljica. Večino predmetov, ki jih je nabrala na svojih potovanjih, je pošiljala domov (nekateri ohranjeni primerki z njenih potovanj so danes shranjeni v Pokrajinskem muzeju v Celju). Njena zadnja postaja na potovanju pa je bila Indija, od koder se je koncem leta 1927 vrnila v Celje.
Po zasedbi Jugoslavije 1941 je bila aretirana in predvidena za izgon v Srbijo in naprej v taborišče Dachau, vendar so jo po posredovanju vplivnih nemških prijateljev izpustili. Kot znana nasprotnica nacizma se je v strahu pred gestapom avgusta 1944 odpravila v partizane. Upala je, da bo s pomočjo partizanov prišla do Angležev. Vendar ji z osvobojenega ozemlja v Beli krajini partija kljub bolezni ni dovolila k Angležem v Italijo, saj "je bila hkrati antinacistka in antikomunistka". O tem je zapisala:
Omenila sem, da sem se novembra 1944 obrnila na angleško misijo.
»Za kaj takega te lahko ustrelijo,« se je glasil odgovor, »kajti dovoljenje ti lahko da samo naša skupščina. Angleži nimajo kaj odločati, saj jih večina dela za njihovo obveščevalno službo in jim pač ne moremo zaupati. To te lahko stane glavo.« 
»Zaradi naštevanja  mojih del že ne!« sem odvrnila jezno. 
Zdaj sem si prvič jasno rekla: Ta sistem ne more biti prida, ker temelji na terorju. Če se me tako bojijo spustiti ven samo zategadelj, ker nisem njihovih političnih nazorov, čeprav sem premišljeno pristopila v njihovo Osvobodilno fronto in se vedno razglašala za nasprotnico nacizma, potem je bilo vse skupaj zaman. Odtlej sem se v sebi vse bolj oddaljevala od osvobodilnega gibanja. Hvaležnost bi me zavezovala, a ker so me proti moji volji zadrževali tukaj, sem postala njihova nasprotnica.
Partizani so jo spustili le v Dalmacijo, od koder se je po končani vojni vrnila v Celje.
Umrla je zaradi tuberkuloze in raka na dojki 14. januarja 1950 v zidanici v Pečovniku 44, kjer je zadnja leta preživela s prijateljico slikarko Theo Schreiber Gammelin (1906–1988). Na njeno željo jo je Thea pokopala na Svetini nad Štorami.
V zadnjih letih je zanimanje za to svetovno popotnico in pisateljico vse večje.

## Delo
Opus Alme Ide Wilibalde Maximiliane Karlin po do sedaj zbranih podatkih obsega štiriindvajset objavljenih knjig, več kot štirideset proznih del novel, črtic, člankov, pesmi (ohranjene so v rokopisu), notnih zapisov ter risb. Pisala je v nemščini, nekatere članke je pisala v angleščini za angleško govoreča področja.
Najpomembnejša dela - potopise, romane, etnološka ter teozofska dela je izdala v prvem desetletju po vrnitvi s poti, od leta 1928 do leta 1938, 22 njenih knjig so med letoma 1921 in 1937 izdali pri različnih založbah v Nemčiji, Angliji, na Finskem in v Švici. Nekatere izmed teh dvaindvajsetih knjig so tudi ponatisnili (troje njenih najpomembnejših popotniških knjig je takrat doseglo naklado 80.000 izvodov) in jih prevedli v angleščino, francoščino in finščino. Ta dela so doživela velik odmev v Srednji Evropi, zelo obiskana pa so bila tudi njena številna javna predavanja. Nekatere njene knjige sta ilustrirala celjski slikar Avgust Friderik Seebacher in Thea Schreiber Gamelin.
O medvojnem času je Karlinova sproti delala zapiske, ki jih je zbrala v tri zaokrožena besedila: Der Transport, Der Kampf mit dem Ortsgruppenführer Ewald Wrentschur in Bei den Partisanen. Objavljena so bila leta 2007 samo v slovenskem prevodu pod naslovom Moji zgubljeni topoli.
Alma Ida Wilibalda Maximiliana Karlin je s svojim književnim delovanjem prevzela tudi švedsko pisateljico in nobelovo nagrajenko Selmo Lagerlöf.
Leta 2009 je nastal igrani dokumentarni film o njenem življenju z naslovom Alma M. Karlin: Samotno potovanje. Karlinovo je upodobila igralka Veronika Drolc, film pa je režirala Marta Frelih.
Leta 2015 je Jakob Klemenčič po scenariju Marijana Pušavca narisal strip Alma M. Karlin: Svetovljanka iz province: Življenjepis v stripu.
Ob devetdeseti obletnici vrnitve v Celje s svojega potovanja je bila v Cankarjevem domu v Ljubljani pripravljena obsežna razstava Alma M. Karlin, Kolumbova hči.
Skozi življenje gre sam in zapuščen, kdor vedno misli samo nase; kdor pa se zna ljubeče prilagajati in vse stvari srečno zasukati, kdor vedno ve, kje je treba priskočiti na pomoč, in se razdaja drugim, temu je življenje cvetoča livada in še po smrti ostanejo za njim sledovi njegovih del.— —Alma Maksimilijana Karlin, Pod košatim očesom, stran 51—

## Domača Hiša
Pisateljica, svetovna popotnica, ljubiteljska raziskovalka,
poliglotka in teozofinja Alma M. Karlin je bila rojena
12. oktobra 1889 v Celju. V tej hiši, ki je takrat nosila naslov
Pečovnik 46, je preživela zadnja leta svojega življenja, od
junija 1945 do 14. januarja 1950. Sem se je preselila
skupaj s prijateljico - >sestrsko dušo<, kot jo je imenovala -
nemško slikarko Theo Schreiber Gammelin po vrnitvi iz
partizanov oziroma po zaplembi premoženja. Thea, ki je
bila lastnica hiše in nekdanjega vinograda, je tukaj živela
do svoje smrti, leta 1988. Obe sta pokopani na Svetini.
V hiši si lahko ogledate razstavo Samotno potovanje Alme
M. Karlin.

### Romani
- Malik (roman), 1932
- Samotno potovanje, 1969
- Roman o potopu celine, 1936
- Moj mali Kitajec: roman iz Kitajske, 1921
- Mistika Južnega morja, I. del Polinezija, II. del Melanezija-Mikronezija, 1931
- Nabobova stranska žena, 1937

### Novele
- Mala Siamka, 1937
- Najmlajši vnuk častitljivega I Čaa: novela iz Kitajske, 1948
- O Joni San: Japonske novele, 2006

### Zgodbe
- Kupa pozabljenja: dve zgodbi, 1938
- Zmaji in duhovi, 1996
- Mala pomlad: tri zgodbe, 1937
- Mesečeve solze: zgodba iz Peruja, 1935
- Štiri dekleta v vetru usode: Zgodba z Južnega morja, 1936,1939, 1943,
- Svetlikanje v mraku, 1999

### Potopisi
- Doživeti svet, 2006

### Dramska dela
- Kringhausenčani: drama v treh dejanjih, 1918

### Druga dela
- Kot ujetnica pri lovcih na glavo na Novi Gvineji, 1960
- Modri mesec, 1997
- Smrtonosni trn, 2006
- Angel na zemlji, 1998
- Doživeti svet, 2006
- Urok Južnega morja: tragedija neke žene (Im Banne der Sudsee) 1930 , prevod Celje, Mohorjeva družba, 1996 (COBISS)
- Into-Yo-Intec, 1934
- Popotne skice, 1997
- Pod košatim očesom, 1938
- Moji zgubljeni topoli, 2007